# Dominus Iesus
Dominus Iesus, latin för 'Herren Jesus', är ett katolskt dokument författat av kardinal Joseph Ratzinger (sedermera påve Benedictus XVI), dåvarande prefekt för Troskongregationen, och Tarcisio Bertone, kongregationens dåvarande sekreterare. Dokumentet, som publicerades den 6 augusti 2000, bär underrubriken Om Jesu Kristi och kyrkans enastående ställning och universella frälsningsuppdrag.
I Dominus Iesus betonas det med emfas att Jesus Kristus utgör frälsningens centrum och att Katolska kyrkan har en central ställning inom kristendomen.